# Internet Corporation for Assigned Names and Numbers
Die Internet Corporation for Assigned Names and Numbers (kurz: ICANN) koordiniert die Vergabe von einmaligen Namen und Adressen im Internet. Dazu gehört die Koordination des Domain Name Systems und die Zuteilung von IP-Adressen, was auch als „IANA-Funktion“ (abgeleitet von engl. Internet Assigned Numbers Authority) bezeichnet wird. Die ICANN hat ihren Hauptsitz in Los Angeles und ist in Kalifornien als Non-Profit-Organisation eingetragen.

## Geschichte

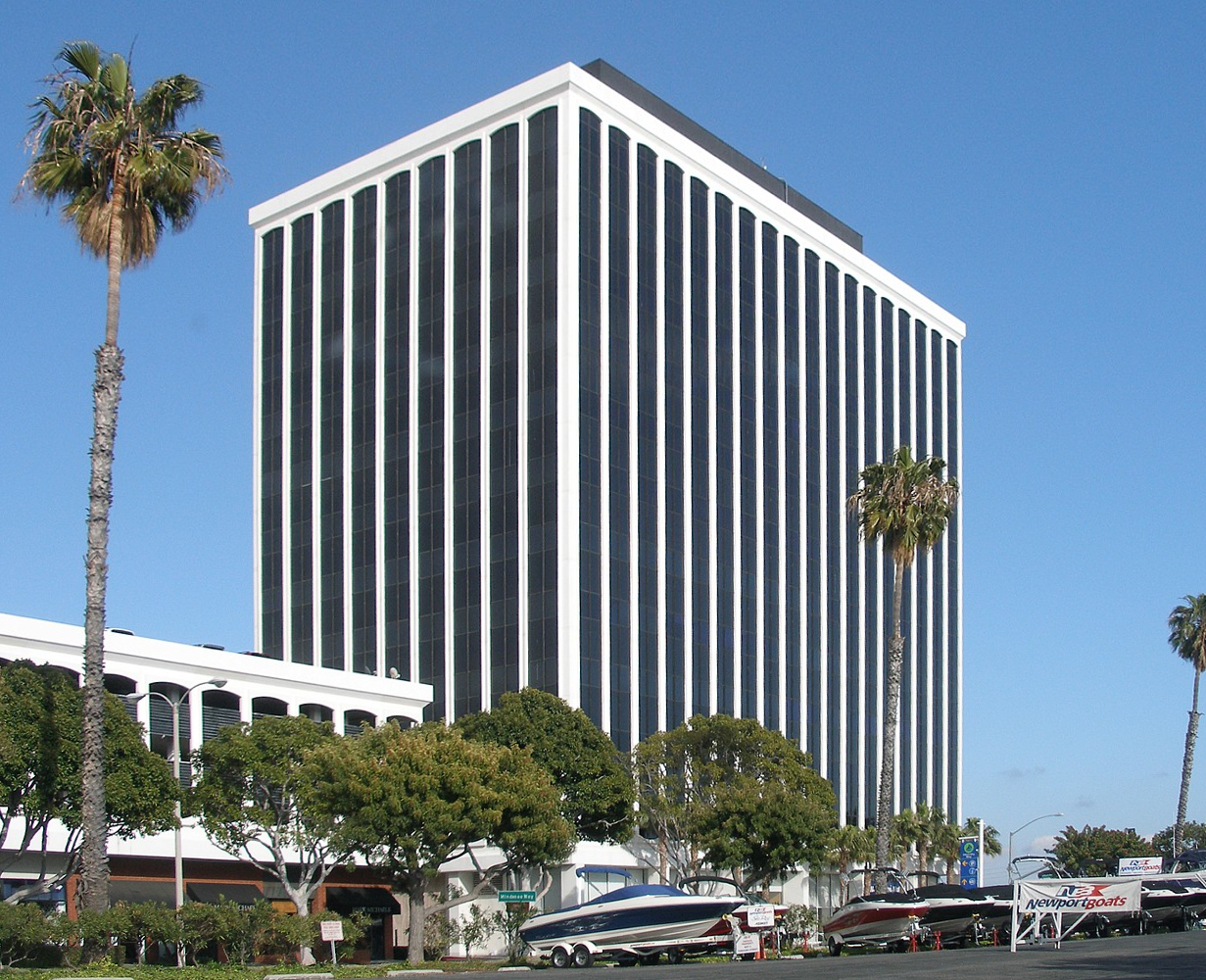
Bürogebäude mit ICANN-Gründungssitz in Marina del Rey (2007)

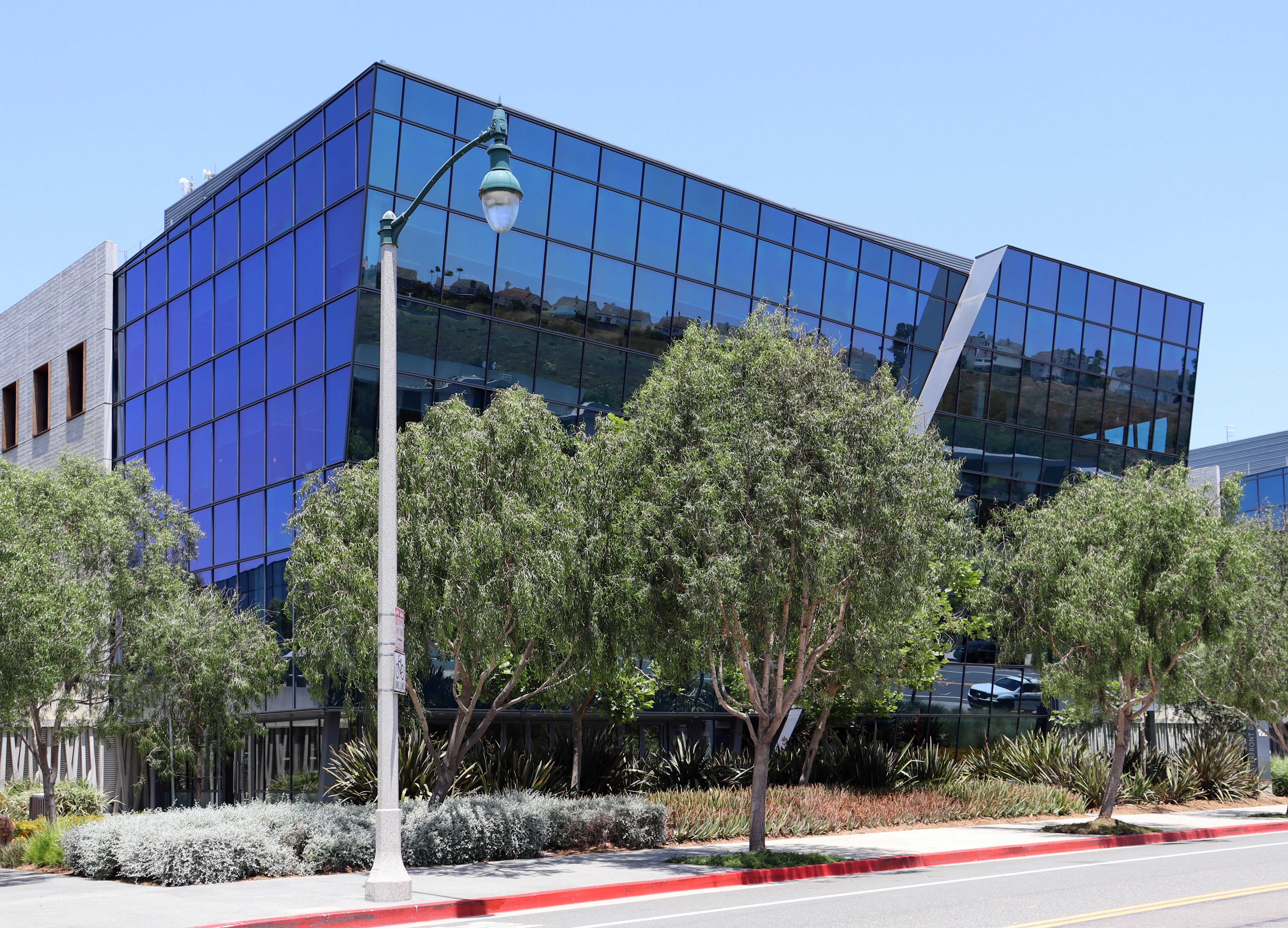
ICANN-Hauptsitz in Playa Vista (2024)

### Übertragung der IANA-Funktion auf die ICANN
Die IANA-Funktion zur Zuteilung von Namen und Adressen war im Arpanet und später im Internet ursprünglich dem US-amerikanischen Informatiker Jon Postel übertragen worden, der hierzu von der DARPA, einer Forschungsagentur der US-amerikanischen Streitkräfte, beauftragt worden war. Beim Auslaufen der Förderprogramme von DARPA und der Forschungsstiftung NSF in den 1990er Jahren entwickelte sich das Internet von einem Netzwerk für Hochschulen und Militär zu einem kommerziellen Rechnernetzwerk. Die Verantwortung zur Aufsicht über die Ausübung der IANA-Funktion ging dabei von der DARPA zur nationalen Telekommunikationsbehörde der Vereinigten Staaten, der National Telecommunications and Information Administration (NTIA), über, welche beim United States Department of Commerce (US-Handelsministerium) angesiedelt ist.
Die NTIA schlug im Februar 1998 in einem „Green Paper“ die Gründung einer neuen gemeinnützigen Organisation vor, die mit der IANA-Funktion beauftragt werden sollte. Am 5. Juni 1998 erklärte die NTIA in einem „White Paper“, die US-amerikanische Bundesregierung sei bereit, eine solche Organisation anzuerkennen und mit der IANA-Funktion und anderen Aufgaben vertraglich zu beauftragen.
Im Oktober 1998 wurde daraufhin die ICANN im kalifornischen Marina del Rey gegründet. Michael M. Roberts wurde der erste Chief Executive Officer und Esther Dyson die Vorstandsvorsitzende. Jon Postel sollte als Chief Technical Officer seine Tätigkeit für die IANA-Funktion fortführen, er verstarb aber im selben Monat.
Ursprünglich sollte die ICANN von einem 19-köpfigen Board of Directors geführt werden, von denen neun von der öffentlichen Nutzerschaft gewählt werden. Nachdem zunächst das Board übergangsweise intern besetzt worden war, fand im Jahr 2000 eine online durchgeführte Direktwahl für fünf Direktorenplätze statt, jeweils einer pro Kontinent. Drei der gewählten Direktoren war seinerzeit eine Nähe zur ICANN nachgesagt worden, während mit Andy Müller-Maguhn für Europa und Karl Auerbach für Nordamerika zwei Kritiker gewählt wurden. Im Jahr 2002 kam es zu einem Konflikt, und Auerbach obsiegte vor einem Superior Court in Kalifornien mit einer Klage auf Einsicht in die Geschäftsbücher. Im selben Jahr wurde daraufhin eine neue Satzung beschlossen, in der die ICANN neu strukturiert wurde. Die öffentliche Direktwahl wurde abgeschafft, und die Amtszeit der fünf öffentlichen Vertreter endete mit Ablauf des Jahres 2003.

### Die weitere Entwicklung
Die ICANN hat das System der generischen Top-Level-Domains (gTLD) schrittweise weiter entwickelt. Im Jahr 2000 wurden sieben neue gTLDs zugelassen: .aero, .biz, .coop, .info, .museum, .name, .pro. 2004 folgten sieben weitere: .asia, .cat, .jobs, .mobi, .post, .tel, .travel.
Seit Juli 2010 unterstützen die Root-Nameserver des Domain Name Systems die Sicherheitserweiterung DNSSEC.
Im Februar 2011 hat die ICANN die letzten freien IPv4-Adressblöcke an die Regional Internet Registries zugeteilt und auf IPv6 verwiesen, bei dem genügend freie Adressen zur Verfügung stehen.
Im Juni 2011 beschloss die ICANN, ein offenes, kostenpflichtiges Bewerbungsverfahren zur Einführung neuer generischer Top-Level-Domains durchzuführen. Während der offiziellen Bewerbungsphase vom 12. Januar bis zum 20. April 2012 wurden 1.930 Bewerbungen eingereicht. Die schrittweise Einführung der ersten neuen gTLDs begann am 23. Oktober 2013.
Im Juni 2012 bezog die ICANN einen neuen Hauptsitz im Ortsteil Playa Vista in Los Angeles, wenige Kilometer vom alten Standort in Marina del Rey entfernt.

### Wegfall der Regierungsaufsicht seit 2016
Über die Zukunft der ICANN wird seit längerem diskutiert. Der im September 2016 auslaufende Vertrag zwischen der US-amerikanischen Bundesregierung und der ICANN bot einen Anlass, die Wahrnehmung der IANA-Funktion grundlegend zu überdenken und gegebenenfalls in neue Hände zu geben.
Im März 2014 hatte die NTIA angekündigt, beim Auslaufen des Vertrags die Aufsicht über die ICANN abzugeben – allerdings nur, wenn sich auch andere Regierungen aus der Kontrolle der ICANN heraushielten. Spätestens im Sommer 2015 sollte der NTIA dazu ein Vorschlag vorgelegt werden. Nachgedacht wurde auch über die Ansiedelung der IANA-Funktion bei den Vereinten Nationen.
Im März 2016 haben sich die Gremien der ICANN jedoch auf ihrem 55. Treffen in der marokkanischen Stadt Marrakesch auf ein Modell für die Weiterführung ihrer Aufgaben, die Verwaltung der zentralen Rootzone und weiterer zentraler Datenbanken, ohne Aufsicht der US-amerikanischen Regierung geeinigt. Die Kontrolle der IANA-Funktion soll demnach durch die Selbstverwaltungsgremien der ICANN selbst erfolgen.
Die Prüfung durch die NTIA und die Beratung im US-amerikanischen Kongress schlossen sich an – vor dem Hintergrund der scheidenden Regierung Obama und vor den Präsidentschaftswahlen im November 2016. Die Zustimmung wurde in Zusammenhang mit Bemühungen der US-amerikanischen Seite gesehen, im Nachgang zur Snowden-Affäre gegenüber anderen Staaten versöhnlicher aufzutreten.
Am 29. September 2016 hatten die vier von der republikanischen Partei dominierten US-amerikanischen Bundesstaaten Arizona, Oklahoma, Texas und Nevada kurz vor dem Auslaufen des Vertrags den Versuch unternommen, die Privatisierung der zentralen Rootzone mit Hilfe eines Antrags auf eine einstweilige Verfügung zu stoppen. Dazu riefen sie das Bundesbezirksgericht in Galveston, Texas, an. Der Antrag wurde jedoch zurückgewiesen, so dass die Aufsicht der US-amerikanischen Bundesregierung über die ICANN wie vorgesehen am 30. September auslief.

## Aufgaben
Damit das Internet funktioniert, müssen bestimmte Namen und Adressen weltweit einmalig sein. Deshalb vergibt die ICANN diese Namen und Adressen entweder direkt an anfragende Personen und Organisationen, oder in größeren Blöcken an regionale Organisationen, die die Weitervergabe regeln. Zu den Aufgaben der ICANN gehört die Durchführung der IANA-Funktion, die folgendes umfasst:
- Zuteilung von IP-Adressblöcken an die fünf Regional Internet Registries, damit diese kleinere Adressbereiche an die Local Internet Registries zuteilen können
- Zuteilung von Nummern und Bezeichnern, die von Netzwerkprotokollen verwendet werden, etwa Portnummern oder die Zeitzonen-Datenbank
- Zuteilung von Top-Level-Domains an Domain Name Registries, damit diese Domain-Registrierungen von Domain-Name-Registraren verwalten

Daneben koordiniert die ICANN den Betrieb der Root-Nameserver und betreibt selbst einen davon. Auch die Verwaltung des DNSSEC-Schlüssels für die Root-Zone gehört zum Aufgabenbereich.
Nach ihrem Selbstverständnis arbeitet die ICANN basisorientiert („bottom up“), konsensgesteuert („consensus-driven“) und unter Einbeziehung verschiedener Interessensgruppen („multi-stakeholder model“).

## Rechtlicher Status
Als zivilrechtliche Non-Profit-Organisation hat die ICANN keine staatlichen Befugnisse. Die Zusammenarbeit mit anderen Organisationen, etwa Registries, wird daher über zivilrechtliche Verträge geregelt. Mit Hauptsitz in Kalifornien unterliegt die ICANN US-amerikanischer Rechtsprechung.
Die US-Regierung legitimiert die ICANN durch verschiedene Vereinbarungen und den Vertrag zur Durchführung der IANA-Funktion. Seit dem 1. Oktober 2009 ersetzt eine gemeinsame „Erklärung verbindlicher Vereinbarungen“ (Affirmation of Commitments) das bisherige Abkommen (Joint Project Agreement, JPA), womit Vertreter der Regierungen und betroffene Interessengruppen regelmäßig prüfen sollen, ob die ICANN ihren Aufgaben satzungsgemäß nachkommt. Regierungsvertreter aller Staaten haben die Möglichkeit, über das Governmental Advisory Committee (siehe Abschnitt Organisation) beratend an den ICANN-Tätigkeiten mitzuwirken.
Der IANA-Vertrag ist davon unberührt. In diesem sind die Anforderungen und Aufgaben der IANA-Funktion vorgegeben. So darf die ICANN etwa nicht eigenmächtig Änderungen an den Top-Level-Domains in der Root-Zone durchführen, sondern muss diese zur Freigabe an die NTIA geben, die wiederum Verisign als Betreiber des „A“-Root-Nameservers zur Umsetzung der Änderung autorisiert. Seit der ersten Beauftragung im Jahr 2000 erneuert die NTIA den befristeten Auftrag regelmäßig, zuletzt für den Zeitraum Oktober 2012 bis September 2015, mit Option zur Verlängerung bis September 2019. Die NTIA behält sich das Recht vor, nach Auslauf des Vertrags den Auftrag anderweitig zu vergeben.

## Organisation
Die ICANN besteht aus verschiedenen Organen, deren Aufgaben in der Satzung der ICANN festgelegt sind. Zentrales Organ ist das aus 21 Mitgliedern bestehende Board of Directors, von denen 16 Mitglieder stimmberechtigt sind. Im November 2013 wurde mit Wolfgang Kleinwächter auch ein renommierter deutscher Akademiker in das Board gewählt. Acht stimmberechtigte Board-Mitglieder werden von einem Nominierungskomitee gewählt und sieben von den ICANN-Organen ASO, ccNSO, GNSO und ALAC. Die Satzung sieht bei der Auswahl der Mitglieder eine geographische und kulturelle Diversität vor. Diese 15 Mitglieder wählen einen Kandidaten für die Position des Präsidenten und CEOs, der ebenfalls stimmberechtigtes Board-Mitglied wird. Fünf weitere Board-Mitglieder ohne Stimmrecht werden von beratenden Organen nominiert. Aus den bestehenden Mitgliedern ernennt das Board einen Vorsitzenden und einen Stellvertreter. Die staatlichen Regierungen sind an der Selbstverwaltung der ICANN gleichberechtigt mit anderen „Stakeholdern“ beteiligt. In Deutschland sind die Parlamente insoweit nicht beteiligt.
Von 2003 bis 2009 war Paul Twomey Präsident und CEO. Seine Nachfolge übernahm Rod Beckstrom, der Juni 2012 seinen Vertrag auslaufen ließ. Von September 2012 bis März 2016 war Fadi Chehadé Präsident und CEO der ICANN, der im Mai 2016 von Göran Marby abgelöst wurde. Vorsitzender des Gremiums ist Steve Crocker, der 2011 die Nachfolge von Peter Dengate Thrush übernahm.

### Address Supporting Organization
Die Address Supporting Organization (ASO) vertritt die Interessen der Regional Internet Registries (RIRs), die für die Vergabe von IP-Adressblöcken zuständig sind. Seit Oktober 2004 werden die Aufgaben der ASO von der externen Number Resource Organization durchgeführt, die von den RIRs gegründet wurde. Der Umstand ist eher formaler Natur, faktisch sind die RIRs seit Gründung der ICANN an der Entwicklung von Richtlinien zur Adressvergabe beteiligt und haben Stimmrecht im Board of Directors.

### Country Code Names Supporting Organization
In der Country Code Names Supporting Organization (ccNSO) sind die Betreiber der länderspezifischen Top-Level-Domains (ccTLD) wie .at, .ch, .de oder .lu vertreten. Die ICANN legt hierbei die Liste der Zwei-Buchstaben-Kürzel nicht selbst fest, sondern übernimmt diese aus der ISO 3166. Hinzugekommen sind allerdings internationalisierte ccTLDs, also Länderkürzel in der jeweiligen Schriftsprache, zum Beispiel .中国 als Alternative zu .cn. Da die NTIA keine Verträge mit Staaten oder staatlich legitimierten ccTLD-Betreibern unterhält, fungiert die ccNSO als Sprachrohr zwischen diesen.
Den Betreibern von ccTLDs steht es frei, eigene Richtlinien bei der Vergabe von Domainnamen anzuwenden. Ein Konsens in der ICANN ist dazu nicht notwendig. Bereits 1998 hat die NTIA im „White Paper“ anderen Staaten die Autorität bei der Aufstellung von ccTLD-Richtlinien zugestanden: „Of course, national governments now have, and will continue to have, authority to manage or establish policy for their own ccTLDs.“

### Generic Name Supporting Organization
Die Generic Names Supporting Organization (GNSO) entwickelt Richtlinien und Empfehlungen bezüglich generischer Top-Level-Domains (gTLD) wie .com, .info, .museum oder .net. Sie besteht aus Untergruppen zur Interessensvertretung von kommerziellen und nichtkommerziellen Registrants und Internetnutzern, Registrars und Registries. Die GNSO entwickelt Richtlinien, um bei gTLDs etwa den freien Wettbewerb zu fördern, Namensstreitigkeiten aufzulösen oder den Umgang mit abgelaufenen Domain-Registrierungen zu regeln. Auch die Klärung rechtlicher und organisatorischer Fragen bei der Einführung neuer gTLDs liegt im Aufgabenbereich der GNSO.
Anders als ccTLDs unterliegen gTLDs einer stärkeren Regulierung durch die ICANN. Unternehmen, die Domainregistrierungen unterhalb einer gTLD anbieten wollen, müssen sich entweder kostenpflichtig als Registrar durch die ICANN akkreditieren lassen oder Reseller eines akkreditierten Registrars werden.

### Advisory Committees
Daneben besteht die ICANN aus verschiedenen Beiräten, die hauptsächlich eine beratende Funktion haben. Im Board of Directors sind die meisten Beiräte ohne Stimmrecht vertreten. Dazu gehört das Governmental Advisory Committee (GAC), an dem Regierungsvertreter aus über 100 Staaten teilnehmen.
Das At-Large Advisory Committee (ALAC) versteht sich als Stimme des individuellen Nutzers, wobei jedoch nur Interessensvereinigungen und Nutzergruppen beitreten können. Über 200 Gruppen nehmen teil, unter anderem die Deutsche Vereinigung für Datenschutz, digitalcourage (vormals FoeBuD), die Humanistische Union, Load, Wikimedia Österreich und Wikimedia CH. Ursprünglich in einer rein beratenden Funktion, stellt das ALAC seit einer Satzungsänderung Oktober 2010 auch ein stimmberechtigtes Mitglied im Board of Directors.
Das Security and Stability Advisory Committee (SSAC) und das Root Server System Advisory Committee (RSSAC) geben Empfehlungen an das Board bezüglich Sicherheit und technischer Risiken. Das SSAC veröffentlicht Berichte zu spezifischen Fragestellungen, in denen es etwa davon abrät, internationalisierte Top-Level-Domains mit nur einem Zeichen einzuführen, oder Top-Level-Domains als punktlose Domainnamen in Form von http://example zu nutzen.
Zwei weitere Beiräte stellen Schnittstellen zu anderen Organisationen dar. Die Internet Engineering Task Force (IETF) entwickelt technische Internetstandards, die von der ICANN genutzt bzw. in deren Richtlinien berücksichtigt werden, zum Beispiel DNSSEC, Whois oder das Internet Protocol. In der Technical Liaison Group (TLG) sind Vertreter des Europäischen Instituts für Telekommunikationsnormen, der ITU-T, des World Wide Web Consortiums und des Internet Architecture Boards.

## Finanzierung
Die ICANN finanziert sich aus Gebühren, die sie gegenüber gTLD-Registries und gTLD-Registrars, ccTLD-Registries und Regional Internet Registries erhebt. Ein geringer Teil der Einnahmen besteht aus Sponsoring durch Unternehmen, die bei ICANN-Meetings werben. Für das Fiskaljahr 2012 waren im Juni selben Jahres Einnahmen in Höhe von 90 Millionen US$ projiziert. 71 Millionen US$ stammen aus den üblichen ICANN-Tätigkeiten und 19 Millionen US$ sind der erste Anteil der Bewerbungseinnahmen neuer gTLDs. Für die Erbringung der IANA-Funktion ist seitens der NTIA keine Bezahlung vorgesehen.
In der Gründungszeit, als die Finanzierungsstruktur noch nicht etabliert war, erhielt die ICANN Darlehen und Spenden von verschiedenen Kommunikationsunternehmen. Die Markle Foundation gewährte eine Förderung über 200.000 US$.

## Neue Domains
Im Zuge der Einführung neuer generischer Top-Level-Domains wurde die ICANN einer breiteren Öffentlichkeit bekannt. Nachdem 2000 und 2004 erste Testläufe durchgeführt wurden, hat die Organisation im Jahr 2013 tausende neue Endungen wie .xyz, .shop, .app, .swiss oder .berlin eingeführt. Für jede Bewerbung erhob die ICANN eine Gebühr von 185.000 Dollar, dazu kommen weitere Einnahmen im Falle der tatsächlichen Zulassung einer Domain. Insgesamt hat die ICANN durch das sogenannte „New gTLD“-Programm mehrere Millionen eingenommen.

## Kritik
Kritiker prägten für die ICANN den Begriff Weltregierung des Internets, zum Beispiel titelte Detlef Borchers im Juni 2000 einen Online-Artikel der NZZ: „I can, you can. Weltregierung von morgen oder globale Inkompetenz?“ Die ICANN selbst verwendet diesen Begriff nicht und beschränkt ihre Darstellung auf die Koordination und Verwaltung technischer Parameter.
Von verschiedenen Seiten wird das Management der Root-Nameserver kritisiert und es gibt einige Betreiber alternativer Root-Zonen. Insbesondere die Abhängigkeit von der US-Regierung ist dabei häufig genannter Kritikpunkt. Die ICANN entscheidet, wem sie die Verwaltung einer länderspezifischen TLD überträgt. So wurde im Rahmen des Afghanistankriegs die Verwaltung der afghanischen TLD .af ausgesetzt, bis eine neue Regierung an der Macht war. Die nordkoreanische TLD .kp wurde unter Verweis auf Formfehler drei Jahre lang nicht in Betrieb genommen. Die Betreiber der irakischen TLD .iq wurden kurz nach der Inbetriebnahme der TLD im Jahr 2002 in den USA verhaftet und wegen Verstößen gegen das US-Außenhandelsgesetz und der Unterstützung eines Mitglieds der Terrororganisation Hamas zu mehrjährigen Haftstrafen verurteilt. Die TLD blieb bis zur Übergabe der Verwaltung an die Übergangsregierung im Jahr 2005 inaktiv. Das Open Root Server Network (ORSN) ist ein alternatives Root-Nameserver-Netzwerk mit dem Ziel, die Einflussnahme der ICANN auf die Root-Zone und damit das Domain Name System zu mindern. ORSN war von 2002 bis 2008 mit überwiegend europäischen Servern aktiv und ist seit 2013 erneut in Betrieb. Die Root-Zone wird von den ICANN-Servern kopiert und Änderungen manuell gesichtet, es wurden keine eigenen TLDs verwendet.
Ein in der Vergangenheit geäußerter Kritikpunkt, so auch von ORSN, war, dass 9 der 13 Root-Nameserver ihren Standort in den USA hatten, was die Stabilität für Nutzer aus anderen Ländern gefährden könnte. Mit der großflächigen Einführung von Anycast sind die Standorte nun jedoch weltweit verteilt.
Das Watchblog ICANNWatch.org berichtete von 1999 bis 2010 über die Entwicklungen und Entscheidungen der ICANN.